# William Attwood
William Hollingsworth Attwood, né le 14 juillet 1919 à Paris en France et mort le 15 avril 1989, était un journaliste, auteur, éditeur et diplomate américain.

## Biographie

### Début de la vie
Né à Paris, en France, il a fait ses études au Choate Rosemary Hall et à l'Université de Princeton, éditant The Daily Princetonian et servant plus tard comme administrateur de Princeton.
Il a servi comme parachutiste pendant la Seconde Guerre mondiale. Après la guerre, Attwood écrit pour le New York Herald Tribune et est bientôt transféré au bureau parisien de l'édition internationale.

## Vie privée
Attwood a épousé Simone Cadgene à Paris en 1950 et le couple a eu trois enfants, Peter, Janet et Susan.

### Rédaction de discours
Adlai Stevenson a enrôlé Attwood pour servir de rédacteur de discours et de conseiller dans ses deux campagnes présidentielles, en 1952 et 1956, et pour écrire d'autres discours en 1960. Lorsque John F. Kennedy est devenu le candidat démocrate de 1960, Attwood a rejoint la campagne Kennedy. Stevenson et Attwood étaient des amis proches et des collaborateurs pendant des années. Attwood a accompagné Stevenson lors d'un voyage autour du monde parrainé par le magazine Look, écrivant les articles réguliers sur les voyages de Stevenson qui parurent dans ce magazine.

### Diplomate
Au début de sa présidence, le président Kennedy a nommé Attwood au poste d'ambassadeur en Guinée, pays d'Afrique de l'Ouest. Il a été contraint de retourner aux États-Unis après un cas de poliomyélite presque mortel (qui lui a donné une boiterie permanente), mais s'est rétabli et est retourné en Guinée pendant un certain temps.
En 1963, l'administration Kennedy souhaite négocier la détente avec Fidel Castro et négocier le début de relations normalisées après la campagne de 1964. Attwood a affirmé qu'il servait d'agent de liaison secret et qu'il devait faire rapport au président lorsque Kennedy est revenu du voyage à Dallas au cours duquel il a été assassiné ; et que l'administration Lyndon Johnson a interrompu cet effort. Attwood a servi une deuxième nomination en tant qu'ambassadeur sous l'administration Johnson, au Kenya. Il a publié un livre sur les relations entre la politique kenyane et le communisme, The Reds and the Blacks.

### La vie plus tard
Attwood a longtemps travaillé avec Cowles Communications, principalement dans divers rôles éditoriaux chez Look . En 1970, il devient rédacteur en chef de Newsday, le Long Island quotidien journal. Il a lancé l'édition new-yorkaise de Newsday.
À sa retraite en 1979, Attwood s'est concentré sur l'écriture et a servi le conseil municipal de sa ville natale de New Canaan, Connecticut. Après avoir couvert le sommet de Genève entre Reagan et Gorbatchev en 1987, Attwood a publié son dernier livre, The Twilight Struggle: Tales of the Cold War, qui relate sa vision unique de la guerre froide de son début à sa fin présumée.
Attwood est décédé d'une insuffisance cardiaque congestive à New Canaan le 15 avril 1989.

## Écrivain
- Son premier livre, The Man Who Could Grow Hair, ou Inside Andorra, était une série de récits basés sur des mémoires de ses aventures dans l'Europe d'après-guerre.
- Il a publié un mémoire de leurs impressions sur les changements en Amérique à leur retour, intitulé Still the Most Exciting Country.
- The Reds and the Blacks.

## Mémoire
La bibliothèque publique de la ville natale d'Attwood, New Canaan, accueille chaque année la conférence commémorative Attwood, qui présente des conférenciers qui reflètent ses propres passions pour l'intersection du journalisme et de la politique. Parmi les conférenciers figuraient Art Buchwald, Doris Kearns Goodwin et Jonathan Alter.
Les papiers d'Attwood sont détenus par la State Historical Society of Wisconsin.

## Livres de Attwood
- L'homme qui pouvait pousser les cheveux Alfred A. Knopf, 1949.
- Toujours le pays le plus excitant Alfred A Knopf, 1955.
- The Decline of the American Male (contributeur à la collection d'essais avec d'autres éditeurs de Look) Random House, 1958.
- Les Rouges et les Noirs Harper & Row, 1967.
- The Fairly Scary Adventure Book (livre pour enfants) HarperCollins, 1969.
- Traverser le Moyen Age Atheneum Books, 1982.
- The Twilight Struggle: Tales of the Cold War HarperCollins, 1987.